# Wilson Pickett
Wilson Pickett (18. března 1941 – 19. ledna 2006) byl americký zpěvák. Byl čtvrtým z jedenácti dětí. S matkou si příliš nerozuměl a od roku 1955 žil s otcem v Detroitu. S veřejným vystupováním začínal v kostelním sboru a na ulicích. Roku 1955 založil gospelovou skupinu The Violinaires. Po odchodu o čtyři roky později nastoupil do kapely The Falcons a později se začal věnovat sólové kariéře. Vydal řadu singlů i dlouhohrajících desek. Během svého života měl četné problémy se zákonem. Roku 1991 byl například zatčen za údajné vyhrožování smrtí englewoodskému starostovi, později byl obviněn z napadení své přítelkyně a rovněž srazil šestaosmdesátiletého chodce ve svém automobilu. Zemřel na infarkt myokardu ve věku 64 let.